# أبو بصير الأسدي
أبو بصير يحيى بن أبي القاسم الكوفي الأسدي من رواة الحديث عند الشيعة في القرن الثّاني الهجريّ، ومن أصحاب الإمام الباقر، الإمام الصادق والإمام الكاظم، وهو من أصحاب الإجماع.

## سيرته ومكانته
هو يحيى بن القاسم، وقيل: يحيى بن أبي القاسم، واسم أبي القاسم «إسحاق»، ويُعرف بـ «أبو بصير الأسدي». يُعد أحد رواة الحديث عند الشيعة الإمامية، كما يُعتبر من أصحاب الإجماع المتفق على ثقتهم عند الشيعة. قال الكشّي: « أجمعت العصابة على تصديق هؤلاء الأولين من أصحاب أبي جعفر  وأبي عبد الله  وانقادوا لهم بالفقه، فقالوا: أفقه الأولين ستة: زرارة، ومعروف بن خربوذ، وبريد، وأبو بصير الأسدي، والفضيل بن يسار، ومحمد بن مسلم الطائفي، قالوا: وأفقه الستة زرارة، وقال بعضهم مكان أبي بصير الأسدي أبو بصير المرادي وهو ليث بن البختري». وقال عنه النجاشي: «ثقة، وجيه، روى عن أبي جعفر وأبي عبد الله ».
ورُوي عن شعيب العقرقوفي، أنه قال: قلت لأبي عبد الله، ربما احتجنا أن نسأل عن الشىيء فممن نسأل؟ قال: «عليك بالأسدي» - يعني أبا بصير -. له كتاب: «مناسك الحج»، و«يوم وليلة». تُوفي سنة 150 هجريًا.